# Десета македонска ударна бригада
Десета македонска ударна бригада е комунистическа партизанска единица във Вардарска Македония, участвала в така наречената Народоосвободителна войска на Македония.
Създадена е на 22 август 1944 година в местността Цървена вода, около село Сборско в планината Кожух. Състои се от 350 души, най-вече от втора македонска ударна бригада. Два дена по-късно състава на бригадата нараства до 450 души от новодошли бойци. Бригадата заедно с втора и девета македонски ударни бригади влиза в рамките на Четиридесет и първа македонска дивизия на НОВЮ. Направлението и на действие е в Тиквешията, района на Прилепско, направлението Прилеп-Градско-Велес. Води сражения с немските сили идващи от Гърция. Между 29 октомври и 2 ноември 1944 освобождава Прилеп, а след това Кичево и Гостивар. Частите на бригадата се преместват в Кичево на 30 декември 1944 година, където влизат в рамките на осма македонска дивизия на КНОЮ. Орган на бригадата е вестник На работа.

## Състав
- Живоин Росич – командир (от 22 август 1944 до 18 септември 1944)
- Димче Костовски – командир (от 18 септември 1944); заместник-командир (от 22 август 1944 до 18 септември 1944)
- Ангел Мукаетов – заместник-командир (от 6 декември)
- Раде Гогов – политически комисар (само 10 дни)
- Бено Русо – политически комисар (от 22 август 1944)
- Мицко Русковски – политически комисар (до 6 декември 1944)
- Траян Костовски – политически комисар (от 6 декември 1944)
- Дане Петковски – заместник-политически комисар (от 22 август 1944)
- Благоя Мисайловски – заместник-политически комисар (от 30 декември 1944)
- Пандо Стойчевски
- Петър Джундев – секретар на СКМЮ за първи батальон